# Phú Dụ
Phú Dụ (tiếng Trung:富裕县, Hán Việt: Phú Dụ huyện) là một huyện của địa cấp thị Tề Tề Cáp Nhĩ, tỉnh Hắc Long Giang, Cộng hòa Nhân dân Trung Hoa. Quận này có diện tích 4335 km2, dân số 300.000 người, mã bưu chính 161200, trụ sở chính quyền huyện tại trấn Phú Dụ. Về mặt hành chính, Mai Lý Tư được chia thành các đơn vị gồm 5 trấn (Phú Dụ, Phú Lộ, Phú Hải, Nhị Đạo Loan, Long An Kiều), 5 hương (Tháp Cáp, Phồn Vinh, Hữu Nghị, Chiêu Văn, Trung Hâu).